# Scypion Metellus
Kwintus Cecyliusz Metellus Pius Kornelian Scypion Nazyka Quintus Caecilius Metellus Pius Cornelianus Scipio Nasica (ur. ok. 95 p.n.e., zm. 46 p.n.e.) – rzymski wódz i polityk. Syn Publiusza Korneliusza Scypiona Nazyki, pretora w 93 p.n.e., i Licynii. Adoptowany w 63 p.n.e. do rodu Cecyliuszy testamentem przez Kwintusa Cecyliusza Metellusa Piusa, konsula w 80 p.n.e. Zajął miejsce przybranego ojca w kolegium pontyfików. W 59 p.n.e. był trybunem ludowym, edylem w 57 p.n.e., zorganizował wówczas igrzyska gladiatorskie dla uczczenia przybranego ojca, pretorem w 55 p.n.e.; interrexem w 53 p.n.e. Starając się o konsulat na 52 p.n.e. aktywnie uczestniczył w organizowaniu ulicznych zamieszek. Senat wyznaczył Pompejusza konsulem bez kolegi (sine collega) dla uspokojenia nastrojów. Pompejusz, poślubiwszy córkę Metellusa Scypiona, mianował tego ostatniego swoim kolegą w konsulacie na pozostałą część roku. Jako konsul doprowadził do uchwalenia prawa przywracającego cenzorom władzę ograniczoną prawami Klodiusza. Zacięty przeciwnik Cezara, wielokrotnie podnosił w senacie sprawę przekraczania uprawnień przez Cezara w Galii. Stronnik Pompejusza w wojnie domowej. Jako prokonsul w 49 p.n.e. organizował wojska i flotę dla Pompejusza w prowincjach Syrii i Azji. Obwołany imperatorem. W 48 p.n.e. przyprowadził swoją armię do Grecji i połączył się z Pompejuszem. W bitwie pod Farsalos dowodził centrum. Po klęsce zbiegł do Afryki i objął naczelne dowództwo nad pompejańczykami. W 46 p.n.e. poniósł klęskę w bitwie pod Tapsus, próbował uciekać morzem, lecz atakowany przez flotę Cezara popełnił samobójstwo.
| Kwintus Cecyliusz Metellus Pius Kornelian Scypion Nazyka |

| Cecylia Metella Kornelia                                                     |
| \| 1. Publiusz Licyniusz Krassus Diweks \| \| 2. Gnejusz Pompejusz Wielki \| |
| 1. Publiusz Licyniusz Krassus Diweks                                         |
| 2. Gnejusz Pompejusz Wielki                                                  |

| 1. Publiusz Licyniusz Krassus Diweks |
| 2. Gnejusz Pompejusz Wielki          |